# Billie Kay
Jessica McKay, meglio conosciuta col ring name Billie Kay (Sydney, 23 giugno 1989), è una wrestler australiana.
È nota maggiormente per i suoi trascorsi in WWE, dove ha detenuto una volta il Women's Tag Team Championship in coppia con Peyton Royce.
Nella PWWA Australia vinse due volte il PWWA Championship ed è apparsa in diverse federazioni indipendenti negli Stati Uniti, incluse Shimmer Women Athletes, Ring of Honor, Combat Zone Wrestling e Chikara.

## Infanzia
Prima di diventare una wrestler professionista Jessie McKay è stata una giocatrice di pallacanestro sin da quando aveva sei anni. È stata coinvolta nel wrestling quando aveva 10 anni ma ha iniziato ad allenarsi all'età di 17 anni quando ha scoperto una scuola di wrestling in Australia, prima di spostarsi negli Stati Uniti per fare un tour con la sua amica Madison Eagles.

## Carriera nel wrestling

### Circuito indipendente (2007–2014)
Jessie McKay ha iniziato ad allenarsi per diventare una wrestler professionista nel 2007, allenandosi con la scuola di Wrestling della PWA. Ha fatto la sua prima apparizione in un bikini contest ma ha debuttato in un match di wrestling in un triple threat match un paio di mesi dopo.
Nel tardo 2008 è stato annunciato sullo SHIMMER Forum che avrebbe fatto un tour negli Stati Uniti insieme alla sua tag team partner Madison Eagles e che avrebbe debuttato per la SHIMMER Women Athletes. Durante il tour ha lottato in diversi match contro Madison Eagles. Ha fatto il suo debutto per la ROH il 19 settembre 2008 contro Sara Del Rey ma è stata incapace di vincere. Il 25 ottobre 2009 ha anche avuto un altro match per la ROH, questa volta contro Daizee Haze ma ancora una volta non è riuscita a vincere. Ha fatto anche il debutto per la Chikara Wrestling il 18 ottobre 2008 dove ha fatto coppia con Fire Ant e Soldier Ant sconfiggendo il team di Madison Eagles, Ryan Eagles e Crossbones.
Insieme con Madison Eagles era solita fare coppia sotto il nome delle "Pink Ladies". Queste due hanno lottato come Team per la SHIMMER per competere nello Shimmer Tag Team Championship Gauntlet Match e anche nella loro promotion, la PWA in Australia. Nel 2009 Jessie McKay ha iniziato un feud con Madison Eagles in PWA rompendo il loro team.

### Shimmer Women Athletes (2008–2013)
Il 15 settembre 2008 è stato annunciato da Dave Prazak che il team delle "Pink Ladies" (Madison Eagles e Jessie McKay) avrebbero preso parte allo SHIMMER Tag Team Gauntlet Match per decretare le prime SHIMMER Tag Team Champions. Il 19 ottobre 2008 sono entrate nel Gauntlet Match con il numero 2 ma sono subito state eliminate dal team delle "Canadian NINJAS" (Portia Perez e Nicole Matthews). Più tardi quel giorno il team delle Pink Ladies ha lottato con l'Experience (Malia Hosaka e Lexie Fyfe) ma sono state sconfitte. Dopo aver saltato il Volume 23 dove è stata vista solo separare Portia Perez da Allison Danger durante una rissa. Jessie McKay ha fatto il suo debutto come lottatrice singola come parte del Volume 24, registrato il 2 aprile 2009, in un match contro Kellie Skater. Ha perso il match contro Kellie Skater a causa di uno schienamento illegale. Il giorno dopo, Madison Eagles avrebbe dovuto lottare contro Cheerleader Melissa come parte del Volume 25 ma a causa di un infortunio il suo posto venne preso dalla sua tag team partner Jessie McKay. Anche se ha portato Melissa al limite ha perso dopo un Kudo Driver. Più tardi quella sera comunque ha vinto un Fatal 4 Way che ha visto coinvolte anche Kellie Skater, Jennifer Blake e Melanie Cruise soppiantando la sconfitta contro Kellie Skater nel Volume 24. Ha continuato a lottare in competizione singola nel Volume 27 dove è stata sconfitta dalla ex SHIMMER Champion Sara Del Rey per sottomissione. Più tardi quella sera ha lottato in coppia con Tenille contro le International Home Wrecking Crew (Rain & Jetta) perdendo ancora una volta.
Il 10 aprile 2010 ha ottenuto la sua seconda vittoria contro Cat Power come parte del Volume 29. Più tardi quella sera ha lottato contro Nicole Matthews ma non è stata in grado di ottenere la vittoria. Ha ottenuto una terza vittoria, comunque, nel Volume 31 contro Sassy Stephie soppiantando la sconfitta contro Nicole. Quella sera stessa ha lottato contro Tomoka Nakagawa ma è stata sconfitta.
Nel Volume 33, registrato l'11 settembre 2010, ha avuto un rematch con Nicole Matthews che è riuscita a vincere. Nel Volume 34 ha preso parte al più grande match della sua carriera fino a quel punto, lottando e vincendo un Triple Threat contro leggende del quadrato come Sara Del Rey e Ayako Hamada. Nel finale Jessie ha schienato Sara. Il 12 settembre 2010 Jessie McKay ottiene la sua prima title shot allo SHIMMER Championship sfidando Madison Eagles nel main event del Volume 35. Nonostante l'impressionante resistenza, Jessie McKay fallisce nel suo intento cedendo sotto i colpi dell'avversaria.

### Pro Wrestling Alliance (2007–2014)
Jessie Mckay ha fatto la sua apparizione nella PWA nel loro show di debutto e ha partecipato ad un Bikini Contest interrotto da Aurora che ha messo a segno un DDT su Jessie. Queste due si sono incontrate il 23 giugno 2007 in un Triple Threat Match che ha visto coinvolta anche Madison Eagles, eventuale vincitrice del match. Non è stata in grado di prendere parte al torneo per decretare la prima PWWA Champion ma ha poi incontrato Aurora in un match singolo l'8 settembre 2008, venendo sconfitta. Jessi ha allora lottato e vinto un Fatal 4 Way per decretare la sfidante numero uno al titolo. Più tardi quel mese, Madison Eagles ha ottenuto la sua vendetta per essere stata schienata nel Fatal 4 Way sconfiggendo Jessie McKay in un One on One Match. Allo show PWWA del 28 febbraio 2008 Madison Eagles ha aiutato Vixsin a sconfiggere Lola e Jessie McKay portando ad un Tag Team Match dove Madison Eagles e Vixsin hanno ottenuto una vittoria su Jessie McKay e Kellie Skater. Il suo feud con Jessie McKay è continuato quando il 1º marzo 2008 ha eseguito un Powerbomb su Jessie su un tavolo durante il suo match con Lola. Una settimana dopo queste due si sono incontrate in un Mixed Tag Team Match nel main event dello show dove Madison Eagles e Ryan Eagles sono state sconfitte da Jessie McKay e Mikey Brodrick. Il loro feud è finito quando le due si sono incontrate in un tables match dove Madison ha prevalso. Il 31 maggio 2008 Madison Eagles ha attaccato Zahliah Gunn prima del suo match. Jessie è uscita per salvarla ma ha voltato le spalle a Zahliah e ha formato le "Pink Ladies". Più tardi quella sera Madison Eagles e Jessie McKay hanno sconfitto il team di Zahliah Gunn e Savannah Summers. Il 5 luglio 2008 il team di Madison e Jessie ha ottenuto un'altra vittoria lottando in coppia con Penni Lane contro Johnny Gunn, Lukas Kelly e Gene Kelly. Il 1º agosto 2008 le due Pink Ladies hanno ricevuto una title shot contro l'attuale PWWA Champion Kellie Skater ma hanno fallito. Il giorno dopo, comunque, Jessie McKay ha avuto un'altra opportunità al titolo e grazie a Madison è riuscita a diventare la PWWA Champion. Madison Eagles e la nuova PWWA Champion Jessie McKay hanno continuato a dominare la divisione tag team ottenendo un'altra vittoria, questa volta contro Penni Lane e Misty. Tuttavia Penni Lane ha sfidato Jessie ad un match per il PWWA Championship e questa volta l'aiuto di Madison non è servito a Jessie che ha perso il titolo. Dopo la sconfitta ha iniziato una striscia vincente sconfiggendo Shazza McKenzie il 31 gennaio, Kellie Skater il 28 febbraio e KC Cassidy il 7 marzo, prima di perdere contro Shazza McKenzie il 28 maggio.
Il 4 settembre 2009 è diventata nuovamente campionessa PWWA sconfiggendo in un Fatal 4 Way Match Kellie Skater, Shazza McKenzie e Sway. Ha difeso il titolo con successo contro Kellie Skater e Shazza McKenzie. Dopo aver saltato diversi show, Madison Eagles ha fatto un'apparizione il 4 dicembre 2009 quando è stata insultata dalla PWWA Champion Jessie McKay. Madison Eagles ha schiaffeggiato la sua ex tag team partner. Il 2 aprile 2010 Madison Eagles ha chiesto una title shot al PWWA Championship e l'ha avuta il 7 giugno 2010 ma ha perso il match per conteggio fuori dal ring.

### WWE (2015–2021)

#### NXT(2015–2018)
Il 13 aprile 2015, firma un contratto con la WWE e viene mandata nel roster di sviluppo, NXT. Il 13 maggio, avviene il suo debutto in un dark match con il ring name Jessie McKay, dove viene sconfitta da Bayley. Nella puntata di NXT del 10 giugno, ha luogo il suo debutto televisivo come face, dove viene sconfitta da Becky Lynch. L'8 agosto, prende il nome di Billie Kay.

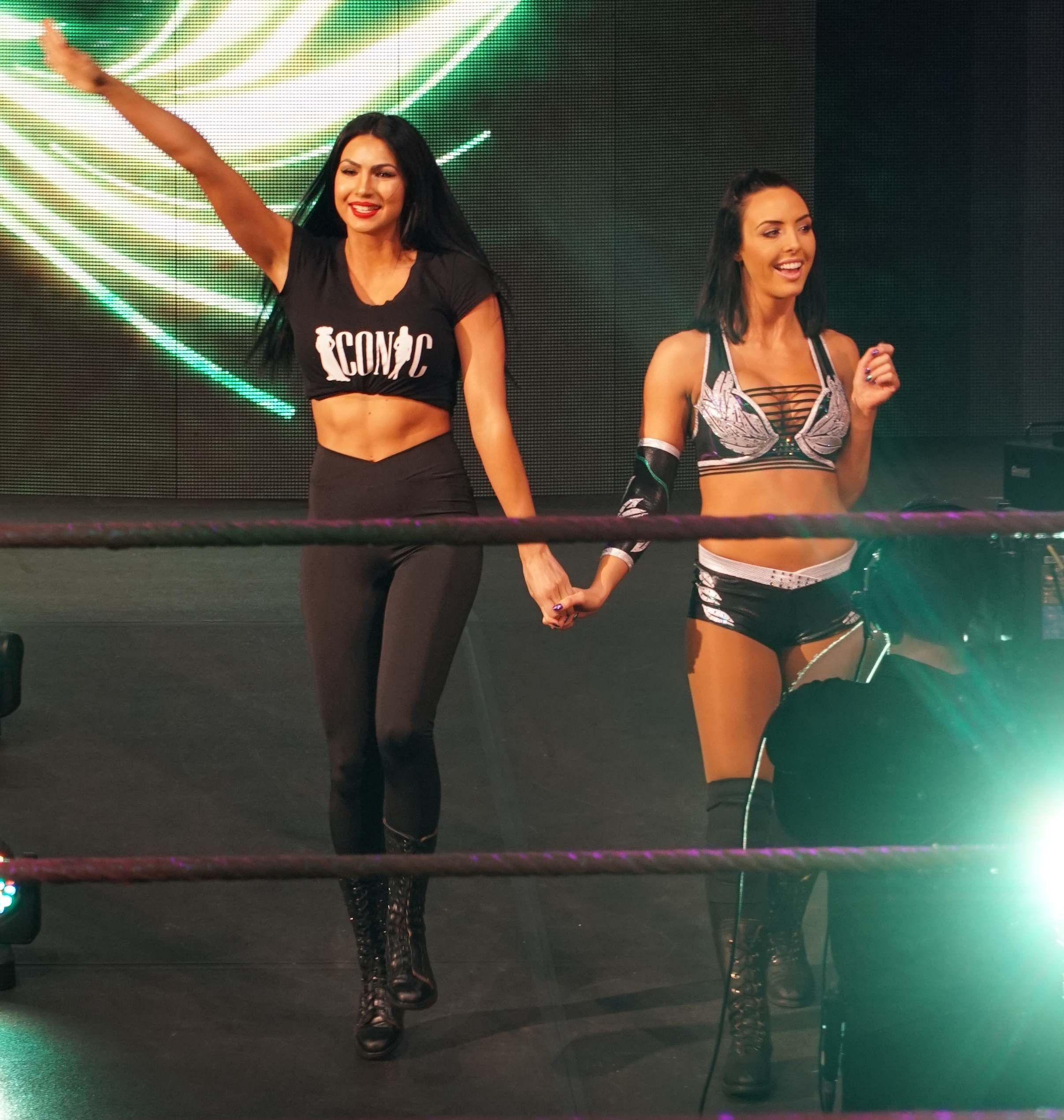
Billie Kay e Peyton Royce.

A NXT del 27 luglio, Billie si presenta con una nuova gimmick da Femme Fatale effettuando un turn heel, sconfiggendo Santana Garrett. Il 20 agosto a NXT Takeover Brooklin II viene sconfitta da Ember Moon. In seguito forma un'alleanza con Peyton Royce, dando vita la tag team denominato Iconic Duo. A NXT del 28 dicembre, Billie e Peyton Royce sconfiggono Aliyah e Liv Morgan; a fine match nel backstage, le due australiane attaccano ripetutamente la NXT Women's Champion Asuka, all'epoca impegnata in un feud con Nikki Cross. Il 28 gennaio, a NXT TakeOver: San Antonio, Billie ha preso parte ad un Fatal four-way match per l'NXT Women's Championship che includeva la campionessa Asuka, Nikki Cross e Peyton Royce, ma il match è stato vinto dalla giapponese che riesce a mantenere il titolo. Nella puntata di NXT del 3 maggio, Billie prese parte ad una Battle royal match per decretare la nuova contendente all'NXT Women's Championship detenuto da Asuka, ma fu eliminata da Ember Moon. A NXT dell'8 novembre, Billie viene sconfitta da Kairi Sane, in quello che sarà il suo ultimo match ad NXT a seguito di un infortunio e il suo approdo nel roster principale.

#### The IIconics (2018–2020)

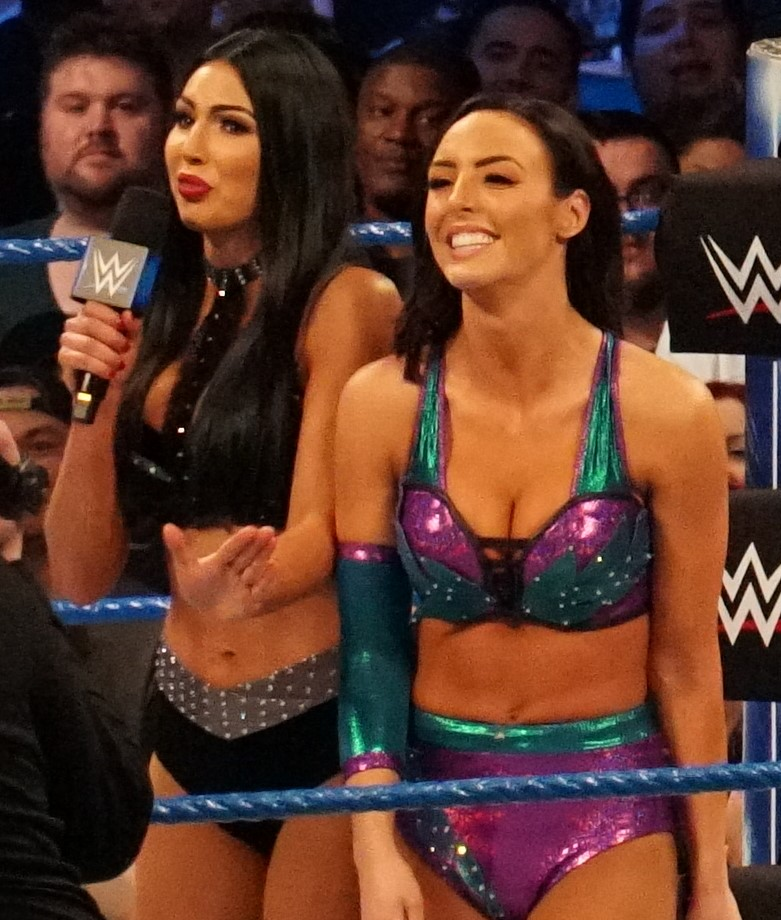
Peyton Royce (a destra) con Billie Kay (a sinistra) nell'aprile del 2018

Royce & Kay, ora ribattezzate The IIconics esordiscono nel roster principale il 10 aprile 2018 a SmackDown Live attaccando l'allora SmackDown Women's Champion Charlotte Flair. Due settimane dopo, le IIconics ottengono la prima vittoria sconfiggendo Asuka & Becky Lynch. In agosto le IIconics iniziano un feud con Naomi, e tutte e due la sconfiggono singolarmente. In seguito Royce & Kay partecipano alla prima edizione del pay–per–view tutto al femminile Evolution; dove sono le prime due eliminate in una battle royal.
Il 27 gennaio 2019 Peyton & Billie prendono parte al Royal Rumble match rispettivamente con il numero 7 e 9, riescono ad eliminare Nikki Cross, ma poi sono eliminate da Lacey Evans. A Elimination Chamber, le IIconics prendono parte al tag team Elimination Chamber match per l'assegnazione del titolo WWE Women's Tag Team Championship, che viene vinto da Sasha Banks & Bayley. In marzo è poi la volta di un feud con Banks & Bayley, che sconfiggono in un match senza titoli in palio. Grazie alla vittoria, le due (e altre due coppie) sfidano Banks & Bayley per le cinture a WrestleMania 35 in un fatal four–way match. Le IIconics riescono a vincere il match quando Kay schiena Bayley e vincono i titoli Women's Tag Team Championship per la prima volta. Il 5 agosto a Raw le IIconics perdono le cinture in favore di Alexa Bliss & Nikki Cross in un fatal-4-way match.
Il 16 ottobre 2019, viene annunciato che per effetto del darft le IIconics passano al brand di Raw.
Dopo una breve assenza dalle scene, Royce & Kay tornano nella puntata di Raw dell'11 maggio 11 2020, interrompendo le campionesse WWE Women's Tag Team Alexa Bliss & Nikki Cross. Dopo averle sconfitte in un match non titolato, nel corso dell'estate seguente le sfidano senza successo in diverse occasioni senza riuscire a riconquistare i titoli. Successivamente prendono in giro Ruby Riott nel backstage sbeffeggiandola perché non ha amici, e l'episodio fa nascere una rivalità. A Payback le IIconics vengono sconfitte da Riott & Liv Morgan. La sera successiva a Raw, la coppia The IIconics viene costretta a dividersi dopo aver perso un incontro con tale stipulazione con la Riott Squad.
Nel draft dell'ottobre 2020, Billie passa a SmackDown, mentre Billie Peyton resta a Raw.

#### Competizione singola (2020–2021)
Dopo essersi divisa da Peyton Royce, Billie ha iniziato una carriera in singolo. Nella puntata di Raw del 7 settembre Billie è stata sconfitta dalla sua ex-amica Peyton Royce, abbracciandola nel finale. A SmackDown del 30 ottobre la Kay ha partecipato ad un Triple Threat match di qualificazione per il Team SmackDown per le Survivor Series che comprendeva anche Bianca Belair e Natalya ma il match è stato vinto dalla Belair.
Il 15 aprile 2021 Billie è stata licenziata dalla WWE.

## Personaggio

### Mosse finali
- Come Billie Kay
  - Shades of Kay (Big boot)
- Come Jessie McKay
  - Boyfriend Stealer (Sit-Out Uranage)[2][4]

### Manager
- Sylvester Lefort

### Soprannomi
- "Everybody's Favourite Girlfriend"[4]
- "The Femme Fatale"

### Musiche d'ingresso
- 4ever delle Veronicas (Circuito indipendente)
- Beautiful Sexy Fierce di Ashley Jana (NXT; 2 settembre 2015–21 ottobre 2015)
- Femme Fatale dei CFO$ (NXT/WWE; 20 agosto 2016–31 agosto 2020; usata in coppia con Peyton Royce)
- Sultry (XO) dei CFO$ (2016–2018; usata in coppia con Peyton Royce)
- Seduction dei CFO$ (7 settembre 2020–15 aprile 2021)

## Titoli e riconoscimenti
- Pro Wrestling Illustrated
  - 34ª tra le 50 migliori wrestler femminili nella PWI Female 50 (2012)[48][49]
- Pro Wrestling Women's Alliance
  - PWWA Championship (2)[2]
- Sports Illustrated
  - 25ª tra le 50 migliori wrestler femminili (2018)
  - 50ª tra le 50 migliori tag team dell'anno (2020) – con Peyton Royce
- WWE
  - WWE Women's Tag Team Championship (1) – con Peyton Royce
  - NXT Year-End Award (1)
  - Breakout of the Year (2016) - con Peyton Royce
- Impact Wrestling
  - Impact Knockout's Tag Team Championship (1) – con Peyton Royce